# Войводино
 Тази статия е за селото в Област Варна.  За близкозвучащото по име село в Област Пловдив вижте Войводиново.  
Войводино е село в Североизточна България. То се намира в община Вълчи дол, област Варна.

## География
Село Войводино се намира на 39 км от гр. Варна и на 5 км от гр. Вълчи дол. Селото е в близост до гр. Добрич. През с. Войводино минава четвъртокласен път Варна – Вълчи дол. На 5 км от селото се намира и жп гара Вълчи дол, която свързва селото с цялата страна.
Селото е разположено на хълмист релеф. През селото минава малка река, която го разделя на две части. В околностите на селото има много гори и извори. В близост се намират язовирите: Генерал Киселово, Николаевка, Страхил.
Населението на селото е около 200 души. То се състои от българи и турци. В последното десетилетие има имоти закупени от англичани.
Село Войводино има най-голямо землище във Вълчи дол (община).

## История
Старото име на село Войводино е Пашаийт.
Селото възниква през XVI век след заселване на турски войници. Има и малко татари, които са се преселили след Кримската война.
Българите са втория по-големина етнос в селото и те са предимно бежанци от Тракия по време на Руско-Турската война от 1828-1829 г., които бягайки за Бесарабия, се заселват тук. Други са българите преселили се от Добруджа, има и преселници от съседните села Николевка, Левски, Изгрев, които се заселват тук след миграцията на турците през 30 те години на ХХ век.
Войници от селото са участвали в Балканската война, Първата световна и Втората световна война. В памет на загиналите войни има изграден паметник в двора на старото училище. Запазени са сведения от 1913 г. относно действията на румънската войска, завзела селото по време на Междусъюзническата война.
В средата на 20 век селото наброява 1700 души с преобладаващо българско население, но след 1944 г. много от младите и образовани хора мигрират във Вълчи дол, Варна и сега селото е с преобладаващо възрастно население.
През социализма селото има голям икономически възход, има овцеферма, кравеферма, птицеферма, зеленчукова градина и развито земеделие. Днес има овце и крави в личните стопанства на хората.

## Население
Численост на населението според преброяванията през годините:
| \| Година на преброяване \| Численост \| \| --------------------- \| --------- \| \| 1934 \| 1685 \| \| 1946 \| 1468 \| \| 1956 \| 1331 \| \| 1965 \| 989 \| \| 1975 \| 646 \| \| 1985 \| 495 \| \| 1992 \| 459 \| \| 2001 \| 331 \| \| 2011 \| 253 \| \| 2021 \| 182 \| |           |
| Година на преброяване | Численост |
| 1934 | 1685      |
| 1946 | 1468      |
| 1956 | 1331      |
| 1965 | 989       |
| 1975 | 646       |
| 1985 | 495       |
| 1992 | 459       |
| 2001 | 331       |
| 2011 | 253       |
| 2021 | 182       |

### Етнически състав

#### Преброяване на населението през 2011 г.
Численост и дял на етническите групи според преброяването на населението през 2011 г.:
|                     | Численост | Дял (в %) |
| Общо                | 253       | 100.00    |
| Българи             | 83        | 32.80     |
| Турци               | 107       | 42.29     |
| Цигани              | ?         | ?         |
| Други               | ?         | ?         |
| Не се самоопределят | ?         | ?         |
| Неотговорили        | 61        | 24.11     |

## Религии
Православни християни – българи и турци – сунити. Има и малко атеисти. В селото има два храма: църква и джамия, които са сравнително близко една от друга. 

## Обществени институции
В селото има читалище, в което се помещава библиотека. Кметството е с действаща пощенска станция. Има и две училища, които са не действащи поради липса на ученици.
В селото има и няколко хранителни магазина.

## Културни и природни забележителности
Забележителен обект е църквата „Св. Иван Рилски“, която е духовен център на местните християни.
Към края на XVII и началото на XVIII век е построена джамия в селото. Местната джамия сега е реконструирана.
В околностите на селото има останки от стари селища и там се открити артефакти от античността и средновековието.
Родно място на Борис Рогев български капитан I ранг. Един от тримата български морски офицер с почетното званието кавалер на Орден на Почетния легион.
В село Войводино е родена и игумения Валентина със светско име Стойка Друмева / 1934 - 2021 / от известния войводински род Чакърови. Дългогодишен игумен на Калоферския девически манастир и автор на над 60 книги с църковна тематика.
Родно място и на монах Стилиян роден със светско име Стоян Жеков Дамянов / 1929 - 2012 /от известния войводински род Чакърови. Дългогодишен монах в Рилски и Бачковският манастир.